# Stereocyclops parkeri
Stereocyclops parkeri är en groddjursart som först beskrevs av Wettstein 1934.  Stereocyclops parkeri ingår i släktet Stereocyclops och familjen Microhylidae. IUCN kategoriserar arten globalt som livskraftig. Inga underarter finns listade i Catalogue of Life.